# مو

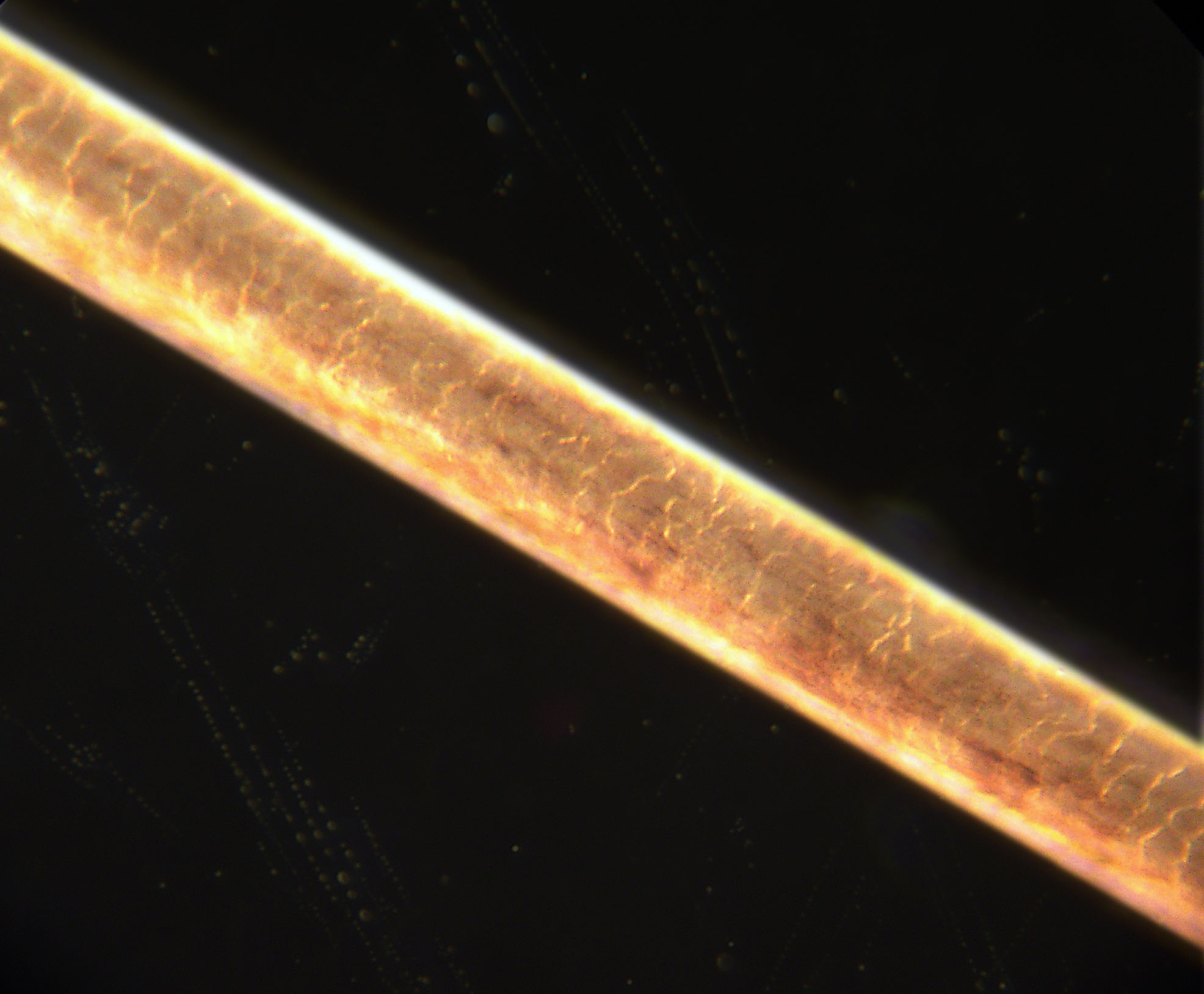
موی انسان، با بزرگنمایی ۲۰۰ برابر.

مو یا موی جزئی روینده از اپیدرم در پستانداران است. داشتن مو از ویژگی‌های پستانداران است هرچند برخی گونه‌ها در دوره‌هایی از زندگی‌شان بی‌مو هستند؛ و برخی از همان بدو تولد دارای مو هستند.

## کارکردها در انسان
مو چند کارکرد دارد. عایق بندی گرمایی در برابر سرما و در برخی گونه‌ها در برابر گرما از کارکردهای آن است. در انسان به‌خاطر روند تکامل، موی بدن کم‌پُشت شده و کارکرد عایق‌بندی خود را از دست داده. موی سر هنوز این کارکرد را به همراه کارکرد زیباشناختی خود دارد. سیخ شدن موهای بدن بازمانده‌ای است از دورانی که انسان پُرمو برای افزایش عایق‌بندی موها را به سوی هم می‌کشید.
پژوهش‌ها نشان می‌دهد که بشر، ۳٫۳ میلیون سال پیش موهایی که بیشتر بدن را می‌پوشاندند از دست داد.

### تنظیم دمای بدن
مو در انسان نقش مهمی در کنترل دمای بدن دارد. هر تار مو به یک عضله کوچک (arrector pili) متصل است که در پاسخ به سرما منقبض شده و موها را سیخ می‌کند. این مکانیسم که به "پیلواریکشن" معروف است، لایه‌ای از هوا را به دام می‌اندازد و گرما را حفظ می‌کند.

در آب‌وهوای گرم، تعریق همراه با تبخیر از سطح پوست خنک‌کننده است. موهای سر مانند عایق عمل کرده و از گرمازدگی مغز جلوگیری می‌کنند. مطالعات نشان می‌دهد افراد با موهای مجعد در مناطق استوایی بهتر سازگار شده‌اند.

ابروها با هدایت عرق به طرفین صورت از ورود آن به چشم‌ها جلوگیری می‌کنند. آزمایش‌ها نشان داده‌اند افراد بدون ابرو 30% بیشتر دچار سوزش چشم ناشی از تعریق می‌شوند.

موهای بینی با فیلتر کردن ذرات معلق از ورود آلاینده‌ها به ریه جلوگیری می‌کنند. تحقیقات نشان می‌دهد این موها می‌توانند تا 60% از ذرات بزرگتر از 10 میکرون را جذب کنند.

در نوزادان، موهای لانوگو (کرک جنینی) به تنظیم دمای بدن در رحم کمک می‌کنند. این موها معمولاً قبل از تولد می‌ریزند اما در نوزادان نارس دیده می‌شوند.

### ارتباط اجتماعی و زیبایی‌شناسی
موی سر یکی از مهم‌ترین ویژگی‌های زیبایی در تمام فرهنگ‌هاست. مطالعات fMRI نشان داده‌اند مغز انسان در 0.1 ثانیه وضعیت موها را پردازش و قضاوت می‌کند.

رنگ مو با هورمون‌ها مرتبط است. موهای بلوند در زنان با سطح بالاتر استروژن ارتباط دارد، در حالی که موهای قرمز نشانگر تنوع ژن MC1R است که حساسیت به درد را افزایش می‌دهد.

ریش و سبیل در مردان نشانه بلوغ جنسی است. تحقیقات نشان می‌دهد مردان با ریش کامل 63% بیشتر به عنوان رهبر گروه انتخاب می‌شوند.

موهای خاکستری نشانه پیری نیستند، بلکه نتیجه تجمع پراکسید هیدروژن در فولیکول‌ها هستند. جالب است که این فرآیند در موهای بدن 10 سال دیرتر از موهای سر اتفاق می‌افتد.

در روانشناسی رنگ، افرادی که موهای خود را رنگ می‌کنند 40% بیشتر دچار تغییر شخصیت موقت می‌شوند. این پدیده "تاثیر آرایشگاه" نامیده می‌شود.

### حفاظت فیزیکی
موهای سر مانند بالشتک طبیعی از جمجمه در برابر ضربه و اشعه UV محافظت می‌کنند. تست‌های آزمایشگاهی نشان داده‌اند موهای ضخیم می‌توانند تا 30% از نیروی ضربه را جذب کنند.

ابروها از ورود ذرات خارجی به چشم جلوگیری می‌کنند. شبیه‌سازی‌های کامپیوتری نشان می‌دهند ابروهای پرپشت 70% ذرات را بهتر از ابروهای نازک فیلتر می‌کنند.

مژه‌ها مانند فیلترهای هوشمند عمل می‌کنند. تحقیقات نشان داده‌اند مژه‌های بلندتر از 1/3 عرض چشم، کارایی محافظتی خود را از دست می‌دهند.

موهای گوش خارجی با تولید سرومن (جرم گوش) از ورود حشرات جلوگیری می‌کنند. ترکیبات شیمیایی این ماده برای بسیاری از حشرات دافع است.

موهای زیربغل با کاهش اصطکاک پوست از ساییدگی در حرکات مکرر بازو جلوگیری می‌کنند. این ناحیه دارای غدد عرق آپوکرین است که در ارتباطات شیمیایی نقش دارد.

### کاربردهای پزشکی و علمی
موهای انسان منبع ارزشمندی از DNA هستند. هر تار مو می‌تواند تا 2 هفته پس از کندن اطلاعات ژنتیکی کامل فرد را ارائه دهد.

سطح مقطع مو در تشخیص بیماری‌ها استفاده می‌شود. تجمع فلزات سنگین در مو شاخص دقیقی از قرارگیری در معرض آلاینده‌ها در 3 ماه گذشته است.

موهای بینی در تولید واکسن استفاده می‌شوند. دانشمندان از فولیکول‌های مو برای کشت سلول‌های بنیادی استفاده می‌کنند.

تعداد فولیکول‌های مو در هر فرد ثابت است (حدود 5 میلیون). جالب است که تراکم مو در پوست سر انسان بیشتر از شامپانزه است.

در پزشکی قانونی، آنالیز ایزوتوپ‌های مو می‌تواند محل زندگی 10 سال گذشته فرد را مشخص کند. این روش در تحقیقات جنایی کاربرد دارد.

### کاربردهای صنعتی و فناورانه
کراتین مو در تولید نانوکامپوزیت‌ها استفاده می‌شود. محققان از پروتئین‌های مو برای ساخت مواد مقاوم در برابر حرارت تا 300 درجه سانتیگراد استفاده کرده‌اند.

موهای دورریز در تصفیه آب کاربرد دارند. آزمایش‌ها نشان داده‌اند 1 کیلوگرم مو می‌تواند تا 8 لیتر نفت را از آب جذب کند.

در صنعت مد، موهای انسان برای ساخت پارچه‌های لوکس استفاده می‌شود. هر متر مربع از این پارچه به 5000 تار مو نیاز دارد.

موها در ساخت حسگرهای زیستی استفاده می‌شوند. انعطاف‌پذیری و هدایت الکتریکی مو آن را برای ساخت ادوات پوشیدنی ایده‌آل کرده است.

در آینده نزدیک، موهای مهندسی شده می‌توانند به عنوان آنتن‌های زیستی عمل کنند. آزمایش‌های اولیه نشان داده‌اند موهای حاوی نانوذرات می‌توانند امواج رادیویی را دریافت کنند.

### موهای زائد
موهای زائد بدن انسان، اگرچه اغلب به عنوان یک ویژگی ناخواسته در نظر گرفته می‌شوند، در واقع نقش‌های مهمی در سلامت و تکامل انسان ایفا می‌کنند. این موها بخشی طبیعی از فیزیولوژی بدن هستند و در طول تاریخ تکامل، عملکردهای حیاتی داشته‌اند. یکی از اصلی‌ترین کارکردهای موهای زائد، تنظیم دمای بدن است. موها به عنوان یک عایق طبیعی عمل می‌کنند و در شرایط سرد، با به دام انداختن لایه‌ای از هوا نزدیک به پوست، به حفظ گرمای بدن کمک می‌نمایند.
در نواحی مانند زیر بغل و ناحیه تناسلی، موهای زائد به عنوان محافظی در برابر اصطکاک پوست عمل می‌کنند. این ویژگی به ویژه هنگام حرکت یا فعالیت‌های فیزیکی اهمیت پیدا می‌کند. موهای این مناطق با کاهش تماس مستقیم پوست با پوست، از سایش و تحریک جلوگیری می‌نمایند. همچنین، این موها به عنوان سدی طبیعی در برابر باکتری‌ها و عوامل بیماری‌زا عمل می‌کنند و از ورود آنها به بدن جلوگیری می‌نمایند.
موهای زائد در ناحیه تناسلی نقش مهمی در سلامت جنسی ایفا می‌کنند. این موها با جذب و نگهداری فرومون‌ها، که مواد شیمیایی طبیعی ترشح شده توسط بدن هستند، در جذب جنسی نقش دارند. فرومون‌ها به عنوان سیگنال‌های شیمیایی عمل می‌کنند و می‌توانند در انتخاب جفت مؤثر باشند. این ویژگی در طول تکامل انسان نقش مهمی در بقای نسل داشته است.
از دیدگاه تکاملی، موهای بدن انسان نشانگر بلوغ جنسی هستند. در دوران بلوغ، با افزایش سطح هورمون‌های جنسی مانند تستوسترون، رشد موهای زائد در نواحی مختلف بدن افزایش می‌یابد. این تغییرات فیزیکی به عنوان نشانه‌ای از آمادگی برای تولیدمثل عمل می‌کنند. در مردان، موهای صورت و سینه اغلب به عنوان نشانه‌ای از مردانگی و بلوغ جنسی در نظر گرفته می‌شوند.
موهای ابرو و مژه، اگرچه ممکن است در دسته موهای زائد قرار نگیرند، نمونه‌ای دیگر از کارکردهای محافظتی مو هستند. ابروها با جلوگیری از ورود عرق به چشم‌ها، نقش محافظتی ایفا می‌کنند. مژه‌ها نیز به عنوان فیلتری در برابر ذرات خارجی و نور شدید عمل می‌نمایند. این موهای ریز اما حیاتی، نمونه‌ای از سازگاری‌های تکاملی انسان هستند.
در نواحی مانند بینی و گوش، موهای ریز به عنوان فیلترهای طبیعی عمل می‌کنند. این موها با به دام انداختن ذرات گرد و غبار و میکروب‌ها، از ورود آنها به سیستم تنفسی جلوگیری می‌نمایند. این عملکرد محافظتی به ویژه در محیط‌های پرگرد و غبار اهمیت ویژه‌ای پیدا می‌کند. موهای بینی بخشی از سیستم دفاعی بدن در برابر عوامل بیماری‌زا محسوب می‌شوند.
از دیدگاه اجتماعی و فرهنگی، موهای بدن در طول تاریخ نمادهای مختلفی بوده‌اند. در برخی فرهنگ‌ها، موهای صورت مردان نشانه‌ای از خرد و تجربه است. در مقابل، در بسیاری از جوامع مدرن، حذف موهای زائد به عنوان استانداردی برای زیبایی و نظافت شخصی در نظر گرفته می‌شود. این نگرش‌های متفاوت نشان‌دهنده تأثیر عوامل فرهنگی بر درک ما از موهای بدن است.
موهای زائد در ناحیه زیر بغل نقش جالبی در تنظیم بوی بدن دارند. این موها با افزایش سطح پوست برای تکثیر باکتری‌های طبیعی، در ایجاد بوی بدن مؤثر هستند. اگرچه در جامعه مدرن این ویژگی اغلب نامطلوب تلقی می‌شود، اما در تکامل انسان، این بوها ممکن است در ارتباطات شیمیایی بین افراد نقش داشته باشند. این عملکرد مشابه نقش فرومون‌ها در جذب جنسی است.
از نظر پزشکی، موهای بدن می‌توانند نشانگر مهمی برای سلامت فرد باشند. تغییرات ناگهانی در الگوی رشد موها، مانند افزایش موهای صورت در زنان، می‌تواند نشانه‌ای از اختلالات هورمونی باشد. پزشکان اغلب الگوی رشد موها را به عنوان یکی از شاخص‌های ارزیابی سلامت هورمونی در نظر می‌گیرند. این ویژگی تشخیصی، اهمیت موهای زائد را در پزشکی نشان می‌دهد.
در ورزشکاران، به ویژه شناگران، بحث درباره مزایا و معایب حذف موهای بدن مطرح است. برخی مطالعات نشان می‌دهند که حذف موهای بدن می‌تواند باعث کاهش مقاومت در برابر آب و بهبود عملکرد ورزشی شود. از طرف دیگر، موهای بدن ممکن است در ورزش‌های زمستانی به عنوان عایق اضافی عمل کنند. این بحث نشان‌دهنده تأثیر موهای زائد بر عملکرد فیزیکی بدن است.
موهای بدن در نوزادان، موسوم به موهای جنینی یا لانوگو، نقش مهمی در رشد جنین ایفا می‌کنند. این موهای ریز به تنظیم دمای بدن جنین کمک می‌کنند و معمولاً قبل از تولد یا در هفته‌های اول پس از تولد می‌ریزند. وجود این موها در نوزادان نارس بیشتر مشهود است و به عنوان یکی از شاخص‌های رشد جنین در نظر گرفته می‌شود. این ویژگی نشان‌دهنده اهمیت موها حتی در مراحل اولیه زندگی است.
در زمینه روانشناسی، رابطه فرد با موهای بدنش می‌تواند بر عزت نفس و تصویر بدنی تأثیر بگذارد. افرادی که با موهای زائد بدن خود مشکل دارند، ممکن است دچار اضطراب اجتماعی یا کاهش اعتماد به نفس شوند. از طرف دیگر، پذیرش موهای بدن به عنوان بخشی طبیعی از فیزیولوژی انسان می‌تواند به سلامت روانی بهتر منجر شود. این بعد روانشناختی، اهمیت درک کارکردهای طبیعی موهای بدن را نشان می‌دهد.
از دیدگاه تاریخی، نگرش به موهای بدن در طول زمان تغییرات زیادی داشته است. در مصر باستان، حذف کامل موهای بدن معمول بود، در حالی که در برخی فرهنگ‌های اروپایی قرون وسطی، موهای بدن به عنوان نشانه‌ای از قدرت و حیات در نظر گرفته می‌شد. این تغییرات تاریخی نشان‌دهنده تأثیر عوامل اجتماعی و فرهنگی بر درک ما از موهای زائد است. امروزه نیز استانداردهای زیبایی در مورد موهای بدن در فرهنگ‌های مختلف متفاوت است.
در زمینه پزشکی قانونی، موهای بدن می‌توانند به عنوان شواهد مهم در تحقیقات جنایی مورد استفاده قرار گیرند. تحلیل DNA موجود در فولیکول مو می‌تواند به شناسایی افراد کمک کند. همچنین، بررسی الگوی رشد موها و وجود مواد شیمیایی در آنها می‌تواند اطلاعاتی درباره سبک زندگی یا قرار گرفتن در معرض مواد خاص ارائه دهد. این کاربرد علمی، ارزش موهای بدن را در تحقیقات جنایی نشان می‌دهد.
موهای زائد در نواحی خاصی از بدن ممکن است به عنوان مکانیسم دفاعی تکاملی عمل کنند. برخی نظریه‌ها پیشنهاد می‌کنند که موهای ناحیه تناسلی ممکن است به کاهش انتقال برخی بیماری‌های مقاربتی کمک کنند. این موها با به دام انداختن ترشحات بدن، ممکن است مانعی فیزیکی در برابر انتقال برخی عوامل بیماری‌زا ایجاد کنند. اگرچه این نظریه نیاز به تحقیقات بیشتری دارد، اما نشان‌دهنده نقش احتمالی موها در سلامت جنسی است.
در زمینه انسان‌شناسی، مطالعه الگوهای رشد موهای بدن می‌تواند اطلاعاتی درباره مهاجرت و تکامل گروه‌های انسانی ارائه دهد. تفاوت‌های ژنتیکی در الگوی رشد موها بین جمعیت‌های مختلف می‌تواند به ردیابی تاریخچه تکاملی انسان کمک کند. این ویژگی‌های ظاهری، به عنوان نشانگرهای ژنتیکی عمل می‌کنند و اطلاعاتی درباره سازگاری‌های تکاملی در محیط‌های مختلف ارائه می‌دهند.
از نظر فیزیولوژیکی، موهای بدن به عنوان اندام‌های حسی عمل می‌کنند. هر مو به شبکه‌ای از اعصاب حسی متصل است که می‌تواند تغییرات محیطی مانند حرکت هوا یا تماس با اشیا را تشخیص دهد. این ویژگی به ویژه در موهای صورت و بازوها مشهود است و به عنوان سیستم هشدار اولیه برای محافظت از بدن عمل می‌کند. این عملکرد حسی، نقش دیگری از موهای بدن در تعامل با محیط است.
در زمینه مد و زیبایی، موهای بدن گاهی به عنوان بوم هنری مورد استفاده قرار می‌گیرند. برخی افراد موهای بدن خود را به شکل‌های خاص طراحی یا رنگ می‌کنند. این رویکرد خلاقانه نشان‌دهنده تغییر نگرش به موهای بدن از ویژگی‌ای ناخواسته به عنصری برای بیان شخصی است. این تحول فرهنگی، رابطه انسان با موهای بدنش را از جنبه‌ای جدید نشان می‌دهد.
از دیدگاه اقتصادی، صنعت حذف موهای زائد بازار بزرگی را به خود اختصاص داده است. از محصولات سنتی مانند تیغ و موم تا فناوری‌های پیشرفته مانند لیزر، این صنعت سالانه میلیاردها دلار گردش مالی دارد. این اقتصاد بزرگ نشان‌دهنده اهمیت اجتماعی موهای زائد و تمایل گسترده به مدیریت آنهاست. با این حال، رشد جنبش‌های پذیرش بدن، رویکردهای جدیدی به موهای طبیعی بدن ارائه می‌دهند.
در زمینه پزشکی ترمیمی، مطالعه رشد موها می‌تواند به پیشرفت‌های مهمی در درمان طاسی منجر شود. درک مکانیسم‌های رشد موهای زائد می‌تواند بینش‌هایی برای تحریک رشد مو در نواحی طاس ارائه دهد. این تحقیقات میان‌رشته‌ای نشان‌دهنده ارتباط بین مطالعه موهای زائد و پیشرفت‌های پزشکی است. کاربردهای بالقوه این تحقیقات بسیار گسترده است.
از نظر زیست‌شناسی تکاملی، کاهش موهای بدن در انسان‌ها در مقایسه با سایر پستانداران موضوع تحقیقات زیادی بوده است. نظریه‌های مختلفی مانند سازگاری با محیط‌های گرم، کاهش انگل‌های خارجی یا تغییر در سیستم خنک‌کننده بدن مطرح شده‌اند. این تفاوت‌های تکاملی نشان‌دهنده مسیر منحصر به فرد تکامل انسان و سازگاری‌های خاص آن است. مطالعه این تفاوت‌ها به درک بهتر زیست‌شناسی انسان کمک می‌کند.
در زمینه بهداشت شخصی، موهای بدن می‌توانند بر کارایی برخی محصولات بهداشتی تأثیر بگذارند. به عنوان مثال، وجود موهای زیر بغل ممکن است بر عملکرد دئودورانت‌ها تأثیر بگذارد. از طرف دیگر، موهای این ناحیه می‌توانند به توزیع یکنواخت عرق و کاهش تمرکز بوی بدن کمک کنند. این تعامل پیچیده بین موهای بدن و محصولات بهداشتی، بعد دیگری از کارکردهای موهای زائد را نشان می‌دهد.
از دیدگاه جامعه‌شناسی، استانداردهای مربوط به موهای بدن اغلب بازتابی از هنجارهای جنسیتی هستند. انتظارات متفاوت از زنان و مردان در مورد موهای بدن، نشان‌دهنده ساختارهای اجتماعی عمیق‌تر است. این تفاوت‌ها گاهی می‌توانند به فشارهای اجتماعی مضری منجر شوند. مطالعه این پدیده، رابطه بین بدن انسان و ساختارهای اجتماعی را روشن می‌سازد.
در زمینه پزشکی ورزشی، موهای بدن ممکن است بر عملکرد حرارتی ورزشکاران تأثیر بگذارند. برخی تحقیقات نشان می‌دهند که موهای بدن ممکن است به تنظیم دمای بدن در حین فعالیت شدید کمک کنند. این ویژگی به ویژه در ورزش‌های استقامتی می‌تواند اهمیت پیدا کند. این کارکرد فیزیولوژیکی، نقش موهای زائد را در عملکرد ورزشی نشان می‌دهد.
از نظر اکولوژیکی، موهای بدن انسان می‌توانند زیستگاه میکروارگانیسم‌های خاصی باشند. این اکوسیستم میکروسکوپی، بخشی از میکروبیوم طبیعی پوست را تشکیل می‌دهد. حفظ تعادل در این جامعه میکروبی برای سلامت پوست اهمیت دارد. این بعد اکولوژیکی، موهای بدن را به عنوان بخشی از محیط زیست میکروسکوپی بدن مطرح می‌کند.
در زمینه پزشکی پوست، موهای بدن می‌توانند شاخصی برای سلامت عمومی پوست باشند. تغییرات در بافت، رنگ یا الگوی رشد موها می‌توانند نشانه‌ای از اختلالات پوستی یا سیستمیک باشند. متخصصان پوست اغلب این تغییرات را به عنوان بخشی از ارزیابی بالینی در نظر می‌گیرند. این ویژگی تشخیصی، اهمیت موهای زائد را در پزشکی افزایش می‌دهد.
از دیدگاه تغذیه‌ای، سلامت موهای بدن می‌تواند بازتابی از وضعیت تغذیه فرد باشد. کمبود برخی مواد مغذی مانند روی، بیوتین یا آهن می‌تواند بر کیفیت و رشد موها تأثیر بگذارد. این ارتباط، موهای بدن را به عنوان نشانگر خارجی سلامت داخلی بدن مطرح می‌کند. توجه به این نشانگرها می‌تواند به تشخیص زودرس برخی کمبودهای تغذیه‌ای کمک کند.
در زمینه روانشناسی تکاملی، ترجیحات مربوط به موهای بدن ممکن است ریشه در سازوکارهای انتخاب جنسی داشته باشد. برخی تحقیقات نشان می‌دهند که این ترجیحات ممکن است با نشانه‌های سلامت یا باروری مرتبط باشند. این یافته‌ها، موهای بدن را در چارچوب نظریه‌های انتخاب جنسی قرار می‌دهند و نقش آنها در جفت‌یابی را بررسی می‌کنند.

## کارکردها در پستانداران

### عایق‌بندی حرارتی
مو در بسیاری از پستانداران به عنوان لایه‌ای عایق عمل می‌کند و از اتلاف گرمای بدن جلوگیری می‌نماید.
خرس قطبی
موهای خرس قطبی توخالی و شفاف هستند که با انعکاس نور، سفید به نظر می‌رسند. این ساختار به دام انداختن هوا کمک کرده و عایقی در برابر سرمای قطب ایجاد می‌کند. زیر موهای ضخیم، لایه‌ای چربی نیز وجود دارد که گرمای بدن را حفظ می‌نماید.

روباه قطبی
این حیوان در زمستان دارای خز سفید و متراکم است که به استتار و حفظ گرما کمک می‌کند. در تابستان، موهای آن نازک‌تر و قهوه‌ای می‌شود تا با محیط اطراف سازگار شود.

گوسفند
پشم گوسفند از الیاف متراکم و پیچیده تشکیل شده که هوا را در خود حبس می‌کند. این ویژگی آن را به یک عایق طبیعی در برابر سرما تبدیل کرده است.

سگ هاسکی
این نژاد سگ دارای دو لایه مو است: یک لایه زیرین نرم برای عایق‌بندی و یک لایه بیرونی زبر برای محافظت در برابر باد و برف.

خوک دریایی
خز متراکم این حیوان از اتلاف گرمای بدن در آب‌های سرد جلوگیری می‌کند. حتی پس از خیس شدن، لایه‌های زیرین مو خشک باقی می‌مانند.

### محافظت در برابر آسیب‌های فیزیکی
برخی پستانداران از موهای خاصی برای محافظت در برابر سایش، ضربه یا شکارچیان استفاده می‌کنند.
خارپشت
موهای تغییر شکل یافته به شکل خارهای تیز، از این حیوان در برابر شکارچیان محافظت می‌کنند. این خارها از کراتین ساخته شده‌اند و به راحتی در پوست مهاجم فرو می‌روند.

کرگدن
پوست ضخیم و موهای زبر کرگدن از آن در برابر نیش حشرات و خراش‌های محیطی محافظت می‌کند. موهای اطراف گوش و دم نیز به دفع حشرات کمک می‌نمایند.

اسب
یال و دم اسب از موهای ضخیم تشکیل شده که در برابر گزش حشرات و آسیب‌های فیزیکی محافظت می‌کنند. همچنین در تنظیم دمای بدن نقش دارند.

گوریل
موهای بلند و ضخیم گوریل از پوست آن در برابر اشعه UV و آسیب‌های ناشی از حرکت در جنگل‌های انبوه محافظت می‌کند.

شیر
یال شیر نر نه تنها برای نمایش قدرت، بلکه به عنوان محافظتی در برابر گازگرفتگی‌های رقبای دیگر عمل می‌کند.

### حسگری محیطی
برخی پستانداران از موهای حساس برای درک محیط اطراف خود استفاده می‌کنند.
گربه
موهای سبیل (ویبریسا) در گربه‌ها به عنوان اندام حسی عمل می‌کنند و به آنها کمک می‌کنند فاصله‌ها را در تاریکی اندازه‌گیری کنند.

موش صحرایی
موهای حسی روی پوزه موش‌ها به آنها کمک می‌کند مسیرهای تنگ و تاریک را با دقت بالا طی کنند.

خفاش
برخی خفاش‌ها از موهای ریز روی صورت خود برای تشخیص جریان هوا و بهبود پرواز در تاریکی استفاده می‌کنند.

فک
موهای حسی روی صورت فک‌ها به آنها کمک می‌کند حرکات آب و حضور طعمه را حتی در اعماق دریا تشخیص دهند.

حشره‌خوار
موهای حسی روی بدن این حیوان به شناسایی طعمه‌های کوچک در لابه‌لای برگ‌ها و خاک کمک می‌کنند.

### استتار و ارتباط اجتماعی
مو در بسیاری از گونه‌ها برای پنهان‌شدن یا برقراری ارتباط با همنوعان استفاده می‌شود.
پلنگ برفی
خز سفید و خاکستری این حیوان به آن کمک می‌کند در برف و سنگ‌های کوهستانی استتار کند.

زرافه
الگوی منحصربه‌فرد موهای زرافه مانند اثر انگشت عمل می‌کند و به شناسایی افراد در گله کمک می‌نماید.

ببر
نوارهای موی ببر نه تنها برای استتار، بلکه برای ایجاد ترس در رقبا و جفت‌یابی استفاده می‌شود.

کوالا
موهای ضخیم و خاکستری کوالا به آن کمک می‌کند در میان درختان اکالیپتوس پنهان شود.

گرگ
موهای پشت گردن گرگ (یال) در نمایش قدرت و برتری در گروه نقش دارد.

### کاربردهای اقتصادی و انسانی
برخی پستانداران به دلیل موهای خاصشان توسط انسان‌ها پرورش داده می‌شوند.
لاما
پشم لاما به دلیل نرمی و گرمی در صنعت نساجی استفاده می‌شود. این الیاف ضد حساسیت هستند و رطوبت را دفع می‌کنند.

موش آنگورا
موهای بلند و ابریشمی این موش در تولید نخ‌های لوکس کاربرد دارد.

بز کشمیری
پشم زیرین این بز به عنوان کشمیر شناخته می‌شود و یکی از گران‌بهاترین الیاف طبیعی است.

گاومیش کوهان‌دار آمریکایی
پشم ضخیم این حیوان در تولید لباس‌های زمستانی و پتو استفاده می‌شود.

آلپاکا
الیاف آلپاکا سبک، مقاوم و ضد آب هستند و در تولید پوشاک مرغوب کاربرد دارند.

### دیگر کاربردها
برخی حیوانات از موهای خود به روش‌هایی کاملاً غیرمعمول و حیرت‌انگیز استفاده می‌کنند که گاهی شبیه به ابرقدرت‌های علمی‌تخیلی است!
فیل دریایی: موهای سبیلِ فوق‌حساس
فیل‌های دریایی نر دارای سبیل‌های فوق‌حساسی هستند که می‌توانند حرکت ماهی‌ها را از فاصله ۱۰۰ متری تشخیص دهند! این موها آنقدر دقیق هستند که حتی جهت حرکت طعمه را نیز مشخص می‌کنند.

خفاش خون‌آشام: موهای گرماسنج
این خفاش‌ها روی بینی خود موهای ویژه‌ای دارند که مانند دوربین حرارتی عمل می‌کنند و دقیقاً محل رگ‌های گرم خون در بدن طعمه را شناسایی می‌نمایند. دقت این موها تا ۰.۱ درجه سانتیگراد است!

سگ آبی: موهای ضد آب با سیستم تهویه
موهای سگ آبی نه تنها ضد آب هستند، بلکه دارای کانال‌های میکروسکوپی می‌باشند که هوا را درون خود حبس می‌کنند. این ویژگی باعث می‌شود حتی پس از ساعت‌ها شنا، پوست آنها کاملاً خشک بماند.

موش صحرایی برهنه: موهای دردناکِ دفاعی
این جانور عجیب موهایی دارد که حاوی سم نوروتوکسین است! وقتی شکارچی مانند مار سعی می‌کند آن را ببلعد، این موها به دهان مهاجم چسبیده و درد شدیدی ایجاد می‌کنند.

کانگوروی درختی: موهای اسفنجیِ جاذب آب
برخلاف سایر کانگوروها، این گونه دارای موهایی با ساختار اسفنجی است که آب باران را جذب کرده و مستقیماً به دهان حیوان هدایت می‌کند. آنها در واقع از موهای خود به عنوان نی نوشیدنی استفاده می‌نمایند!

## موی سر
همهٔ مساحت پوست سر تقریباً ۵۰۰ سانتی‌متر مربع است، که دارای حدود ۲۰۰ تار مو در سانتی‌متر است؛ ولی واحد شمارش موی سر گرافت است نه تار مو. هر گرافت از چند تار مو تشکیل شده که از ریشه به هم ارتباط دارند.
یک تار موی سالم می‌تواند 100 گرم وزن را تحمل کند. به طور تئوری، کل موهای سر با هم می‌توانند وزنی معادل دو فیل بالغ (حدود 12 تن) را تحمل کنند!

ملانین عامل تعیین کننده رنگ مو است. با افزایش سن، تولید ملانین کاهش یافته و موها خاکستری می‌شوند. جالب اینکه هر فولیکول مو می‌تواند تا 13 بار در طول عمر رنگدانه‌سازی را متوقف و دوباره شروع کند.

فضانوردان در فضا موهای با رشد سریع‌تری دارند. این پدیده احتمالاً به دلیل افزایش جریان خون به پوست سر در شرایط بی‌وزنی است.

### چرخه رشد مو
موهای سر روزانه حدود 0.3-0.5 میلی‌متر رشد می‌کنند. هر فولیکول مو چرخه‌ای سه مرحله‌ای دارد: آناژن (رشد 2-6 سال)، کاتاژن (توقف 2-3 هفته) و تلوژن (استراحت 3-4 ماه).

### تراکم مو
به طور متوسط 100,000-150,000 تار مو روی سر انسان وجود دارد. بلوندها معمولاً تراکم موی بیشتری (حدود 140,000 تار) نسبت به افراد با موهای تیره (100,000 تار) دارند.

### مراقبت از موی سر
استفاده از شامپوهای ملایم با pH بین 4.5-5.5 برای حفظ سلامت مو توصیه می‌شود. شستشوی بیش از حد (بیش از روزانه) می‌تواند چربی طبیعی مو را از بین ببرد.

مواد مغذی مانند بیوتین، ویتامین D، آهن، روی و اسیدهای چرب امگا-3 برای رشد سالم مو ضروری هستند. کمبود این مواد می‌تواند منجر به ریزش مو شود.

استفاده از حرارت بالا (سشوار، اتوی مو) می‌تواند به کوتیکول مو آسیب بزند.

### مشکلات رایج موی سر
- ریزش مو

روزانه 50-100 تار ریزش مو طبیعی است. آلوپسی آندروژنتیک (طاسی مردانه) شایع‌ترین نوع ریزش مو است که حدود 50% مردان تا 50 سالگی تجربه می‌کنند.

- شوره سر

ناشی از رشد بیش از حد قارچ مالاسزیا روی پوست سر است. شوره خشک و چرب دو نوع اصلی هستند که هر کدام درمان خاص خود را require می‌کنند.

- موخوره

ناشی از آسیب به کوتیکول مو است که باعث دو یا چند شاخه شدن انتهای مو می‌شود. تنها درمان قطعی برای موخوره کوتاه کردن موهای آسیب دیده است.

## ساختمان مو
بدن انسان نزدیک به ۵ میلیون تار مو دارد، که پوست سر ۱۰۰ تا ۱۵۰ هزار از این تعداد را در بر می‌گیرد. افراد با موهای بلوند بیشترین تعداد فولیکول‌ها را در سر داشته و بعد از آن‌ها به ترتیب افراد با موهای قهوه‌ای، موهای قرمز و سیاه قرار می‌گیرند. رویش طبیعی موی سر ۱ تا ۰٫۶ سانتی‌متر در ماه است. 
مو ساختاری پیچیده و سلسله‌مراتبی دارد که از سطح ماکروسکوپی تا سطح مولکولی قابل بررسی است. هر تار مو (hair shaft) عمدتاً از پروتئین‌های کراتین سخت تشکیل شده و به سه لایه اصلی تقسیم می‌شود:
- شفت یا ساقهٔ مو (قسمتی که از پوست خارج می‌شود و قابل رؤیت است)
- ریشهٔ مو (قسمتی که زیر پوست قرار گرفته)
- فولیکول مو (مسیری لوله‌مانند در ناحیهٔ درم که ریشهٔ مو در آنجا رشد می‌کند)

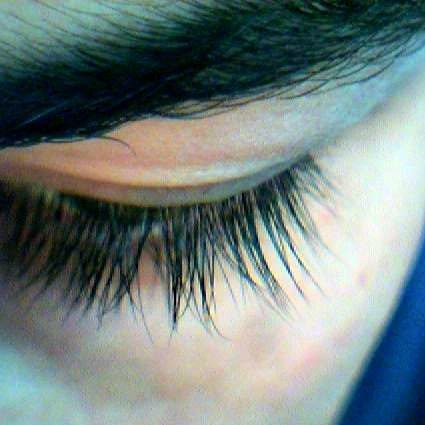
مژه‌ها و ابروها از چشم در برابر گردوخاک و ذرات هوا محافظت می‌کنند

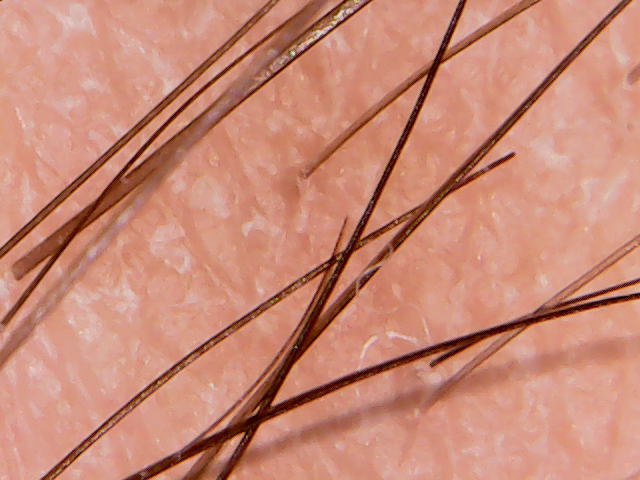
موهای دست انسان زیر میکروسکوپ

در پایان فولیکول بخشی برجسته به نام «بولب» است که پیگمان رنگی ملانین در آن تولید می‌شود، در موهای مشکی این قسمت سیاه بوده و در موهای روشن و سفید، بی‌رنگ می‌باشد.
قسمت انتهایی بولب دارای یک فرورفتگی است و بافت پیوندی که از درم به این قسمت وارد شده «درمال پاپیلا» نامیده می‌شود. درمال پاپیلا توسط مویرگ‌های خونی تغذیه می‌شود و مسئول تولید موی جدید است. ترکیب اصلی مو یک پروتئین ساختمانی محکم به نام «کرآتین» است. این پروتئین در ناخن و سطح خارجی پوست هم وجود دارد.
ساقهٔ مو از سه لایه تشکیل شده:
1. داخلی‌ترین لایه «مدولا» نامیده می‌شود و فقط در موهای ضخیم بدن (موی ترمینال) وجود دارد. این لایه نور را به خوبی منعکس می‌کند و باعث می‌شود رنگ مو در آفتاب نسبت به سایه متفاوت باشد.

ساختار: مرکزی‌ترین و اغلب ناپیوسته‌ترین لایه (در موهای نازک یا روشن ممکن است وجود نداشته باشد). از سلول‌های بزرگ، نامنظم و نسبتاً شفاف تشکیل شده که به صورت ستونی چیده شده‌اند و حاوی حفره‌های هوا هستند.
عملکرد: نقش آن به طور کامل شناخته نشده است. نظریه‌ها شامل نقش در عایق‌بندی حرارتی و سبک‌سازی ساختار مو می‌شود. در انسان نسبت به حیوانات کمتر توسعه یافته است.
1. لایهٔ میانی «کورتکس» نامیده می‌شود و لایه‌ای است که استحکام و رنگ و حالت مو را مشخص می‌کند.

ضخیم‌ترین لایه مو (حدود ۷۵-۹۰٪ حجم)، از سلول‌های استوانه‌ای، طویل و مرده تشکیل شده است که به شدت به هم فشرده شده‌اند. درون این سلول‌ها، فیبریل‌های کراتین میانی (intermediate keratin filaments) قرار دارند که در یک ماتریکس پروتئینی غنی از گوگرد (حاوی پروتئین‌های ماتریکس با پیوندهای دی‌سولفیدی فراوان) تعبیه شده‌اند.
عملکرد: مسئول استحکام مکانیکی، کشسانی (الاستیسیته)، شکل و رنگ مو است.
1. خارجی‌ترین لایه «کوتیکول» نامیده می‌شود.

متشکل از ۵ تا ۱۰ لایه سلول‌های مسطح، شفاف و مرده (اِسکوئام) که مانند پولک‌های سقف یا فلس‌های ماهی به صورت فوقانی (imbricate) روی هم قرار گرفته‌اند. لبه آزاد این سلول‌ها به سمت نوک مو جهت دارد.این لایه نازک و بدون رنگ است و نقش آن محافظت از لایهٔ ضخیم و ملانین‌دار کورتکس است.

## چرخهٔ رشد و ریزش مو
برای درک علت ریزش مو لازم است که چرخهٔ طبیعی رشد مو را بدانیم. موی انسان به صورت دورهٔ رشد-استراحت، رشد می‌کند. این چرخه سه مرحله دارد:
1. آناژن: مرحلهٔ رشد
2. کاتاژن: مرحلهٔ پسرفت
3. تلوژن: مرحلهٔ استراحت

به دنبال دوره‌های رشد (آناژن) ۸–۲ ساله (به‌طور متوسط سه ساله) یک دورهٔ کوتاه ۴–۲ هفته‌ای وجود دارد که طی آن مو کاملاً پسرفت می‌کند. (کاتاژن) سپس مرحلهٔ استراحت (تلوژن) شروع شده و ۴–۳ ماه طول می‌کشد. ریزش مو تنها هنگامی اتفاق می‌افتد که سیکل رشد بعدی شروع شده و یک موی دیگر رشد می‌کند. به‌طور متوسط روزانه ۱۰۰–۵۰ مو در مرحلهٔ تلوژن می‌ریزند. این ریزش مو طبیعی است و همان ریزشی است که در هنگام دوش گرفتن و برس زدن مو دیده می‌شود. این موها دوباره رشد خواهند کرد. در هر زمان کمتر از ۱۵٪ موها در مرحلهٔ استراحت هستند و پس از گذشت ۳ تا ۴ ماه این موها می‌ریزند و به‌جای آن‌ها موهای جدیدی رشد می‌کنند.
مشکل زمانی آغاز می‌شود که موهای ریزش یافته بیشتر و سریع‌تر از موهای رویش یافتهٔ جدید باشند یا رشد موهای جدید، ضعیف شود. در این حالت بعد از مدتی از تعداد کل موها کاسته شده و فرد متوجه کاهش حجم موهایش می‌شود؛ بنابراین در علم پزشکی زمانی گفته می‌شود که فرد دچار ریزش مو شده‌است که در طول روز بیش از ۵۰ تا ۱۰۰ تار موی او بریزد یا اگر حدود ۱۰۰ تار مو را گرفته و بکشند بیشتر از ۴ تا ۵ تار مو کنده شود و بریزد.
عوامل مختلفی می‌توانند روی چرخهٔ رویش مو اثر گذاشته و باعث ریزش موی دائم یا موقت شوند. شایع‌ترین علت ریزش موی سر هم در آقایان و هم در خانم‌ها ریزش موی هورمونی–ژنتیکی یا آندروژنتیک (Androgenetic alopecia) است. از دیگر عوامل می‌توان به سابقهٔ تب بالا، بیماری‌های تیروئید، کم‌خونی، رژیم‌های غذایی خاص، زایمان و شیردهی، مصرف بعضی داروها، بیماری‌های التهابی یا عفونی پوست سر، مواد شیمیایی، شیمی‌درمانی، استرس و غیره اشاره نمود که در ادامه هر یک به صورت جداگانه بررسی می‌شوند.

### ریزش موی آندروژنتیک
معمول‌ترین و شایع‌ترین علت ریزش مو در آقایان و خانم‌ها عامل پر قدرت آندروژنتیک است. اصطلاح «آندرو» از آندروژن یا هورمان‌های مردانه‌ساز مانند «دی‌هیدروتستوسترون» و «تستوسترون» گرفته شده که وجود آن‌ها برای ریزش موی آندروژنتیک هم در آقایان و هم در خانم‌ها لازم هستند و «ژنتیک» نشان از ژنی دارد که به ارث رسیدن آن برای بروز این نوع ریزش مو لازم است. در آقایان میزان فراوانی طاسی، ۳ نفر از هر ۵ مرد تا پیش از سن ۵۰ سالگی است، درحالی‌که در زنان، ۱ نفر از هر ۴ زن از دست دادن مو و نازک شدن مو را تجربه می‌کنند و بعد از یائسگی بیشتر مستعد طاسی هستند.
در آقایان بعد از بلوغ به دنبال افزایش سطح هورمون‌های آندروژنی نازک شدن موها و عقب رفتن موهای ناحیهٔ پیشانی شروع می‌شود. عقب رفتن خط رویش مو در شقیقه‌ها در بیشتر مردان سفیدپوست، چه آن‌هایی که ریزش موی آندروژنتیک در آینده پیدا می‌کنند و چه آن‌هایی که پیدا نمی‌کنند، دیده می‌شود اما در آن‌هایی که ریزش موی آندروژنتیک دارند ریزش موی شقیقه‌ها به نواحی عقب‌تر پیشروی و به قلهٔ سر ختم می‌شود.
موهای پشت و بغل سر چون عموماً فاقد گیرنده‌های هورمون مردانه هستند، ریزش پیدا نکرده و تا آخر عمر باقی می‌مانند.
در زنان هم این نوع ریزش مو ایجاد می‌شود ولی معمولاً باعث نازک شدن مو و ریزش منتشر در سر می‌شود.
عدم تعادل بین هورمون‌های زنانه و مردانه می‌تواند سرچشمهٔ ریزش مو در خانم‌ها گردد. به همین دلیل دادن آزمایش‌های هورمونی الزامی است. اغلب زنان با الگوی ریزش زنانه هیچ علائم کلینیکی یا بیوشیمیایی دال بر هورمون جنسی مردانه (آندروژن) اضافی نشان نمی‌دهند. حتی در مواردی با وجود سطح طبیعی تستوسترون، حساسیت بیش از حد نسبت به آندروژن‌ها یا تعداد بیش از حد گیرنده‌های موجود در فولیکول‌های موی سر سبب ریزش مو می‌شود.
میزان آندروژن‌ها برای بروز ریزش مو، لازم نیست بیشتر از حد طبیعی باشد. اگر ژن ریزش مو موجود، و آندروژن‌ها حتی در حد طبیعی باشند، ریزش موی آندروژنتیک بروز می‌کند. آندروژن‌ها مهم‌ترین فاکتورهای اثرگذار در ریزش موی سر انسان هستند. رشد سبیل، موهای زیر بغل و ناحیهٔ کشالهٔ ران به آندروژن‌ها وابسته است. رشد موی سر وابسته به آندروژن‌ها نیست ولی وجود آندروژن‌ها برای ریزش موی مردانه لازم هستند.
در سلول‌های خاصی از بدن، هورمون تستوسترون توسط آنزیم ۵-آلفا ردوکتاز به هورمون دی‌هیدروتستوسترون (DHT) تبدیل می‌شود، درمال پاپیلای فولیکول مو گیرنده‌های زیادی برای این هورمون داشته و این هورمون اثری مخرب بر روی فولیکول‌های مو در پوست سر دارد و باعث ضعیف شدن آن‌ها شده و موهای رشد یافتهٔ جدید مرتباً نازک‌تر شده تا این‌که دیگر مویی از آن فولیکول رشد نمی‌کند.
دی‌هیدروتستوسترون از طریق کوتاه کردن چرخهٔ رشد مو باعث می‌شود موی ضخیم در فولیکول‌های دارای گیرندهٔ این هورمون به موی کرکی و نازک تبدیل شود. این کار باعث می‌شود یک فولیکول قبل از رسیدن به مرحلهٔ آخر رشد به‌طور زودرس وارد فاز استرحت شده و رشد بیشتر آن متوقف می‌شود.
یک فولیکول مو که از نظر ژنتیکی حساس به آندروژن باشد، از فاز آناژن به تلوژن رسیده و سپس وارد مرحلهٔ آناژن جدید شده درحالی‌که کوچک‌تر و نازک‌تر و کمرنگ‌تر از قبل می‌شود. در صورتی که این چرخهٔ رشد معیوب، چند بار تکرار شود یک موی ضخیم به موی کرکی تبدیل شده، سپس به تدریج تمام موهای ناحیهٔ گرفتار، درگیر این جریان شده و با گذشت زمان، سر توسط موهای کرکی نازک پوشیده می‌شود. تولید پیگمان (رنگدانه) نیز کاهش پیدا می‌کند و موها کمرنگ‌تر می‌شوند. به‌تدریج موهای ناحیهٔ مبتلا، کم‌پشت شده و ممکن است طی زمان از مو خالی شود. این پدیده، کرکی شدن یا مینیاتوری شدن مو نامیده می‌شود.
مردان و زنان دچار ریزش مو، ژن‌های مربوط به ریزش مو را از یک یا هر دو والدین خویش به ارث می‌برند. این ژن در مردان به صورت اتوزومال غالب و در زنان به‌صورت اتوزومال مغلوب ظاهر می‌شود. در مرحلهٔ تشکیل جنین، ژن طاسی باعث می‌شود یک سری از فولیکول‌های مو نسبت به دی‌هیدروتستوسترون حساس شوند و بعد از بلوغ به دنبال افزایش سطح هورمون‌های آندروژنی این فولیکول‌های حساس، به مرحلهٔ کرکی شدن وارد شده و از بین می‌روند. سن شروع، میزان و سرعت ریزش مو در هر فرد فرق می‌کند. چرب بودن مو، استفاده از ژل و سشوار بیش از حد، بیماری‌های شدید، سوءتغذیه یا کمبود ویتامین‌ها می‌توانند این روند را تسریع کنند.

## اصطلاحات در زبان
موی جانداران غیر انسان، پشم یا خز نیز نامیده می‌شود. به هر دانه از موها یک تار مو گفته می‌شود. به مجموعه یا دسته‌ای از موی سر، زُلف، گیس و گیسو هم می‌گویند. به سر بی‌مو تاس یا کَچَل یا گَر و به شخص بسیار پرمو در زبان عامی «پشمالو» هم گفته می‌شود.
به افرادی که موهای سرشان به مقدار زیادی ریخته‌باشد کَچَل گفته می‌شود و اگر موهای سر به‌طور کامل ریخته باشد آن فرد را تاس (و در زبان عوام کلاچه) می‌گویند.
در افغانستان به کسی که موهایش در پیری هنوز چندان سفید نشده‌است سیاه‌زاغ گفته می‌شود.

## مدل‌های اصلاح مو
- موی دم اسبی

مدل موی دم اسبی یکی از ساده‌ترین و در عین حال پرکاربردترین مدل‌های مو در جهان است که در آن موها در پشت سر جمع و با کش بسته می‌شوند. این مدل ریشه در تاریخ باستان دارد و در تمدن‌های یونان و روم باستان توسط زنان و مردان (به ویژه سربازان و ورزشکاران) استفاده می‌شد.
امروزه مدل دم اسبی به دلیل راحتی و تنوع در اجرا، در بین زنان و مردان محبوب است. این مدل می‌تواند به صورت بالا، پایین یا حتی کج بسته شود و در سبک‌های مختلفی مانند دم اسبی بلند، کوتاه، حجیم یا صاف دیده می‌شود.
در فرهنگ عامه، مدل دم اسبی اغلب نماد فعالیت، ورزش و سادگی است. بسیاری از ورزشکاران زن مانند تنیسورها و ژیمناستیک‌کاران از این مدل استفاده می‌کنند تا موها در حین تمرین مزاحمتی ایجاد نکند.
تکنیک‌های جدیدی مانند دم اسبی با بافت، دم اسبی حجیم شده با اکستنشن و دم اسبی با تزئینات (مانند روبان یا گیره) به این مدل تنوع بخشیده‌اند. برخی از سلبریتی‌ها مانند آریانا گرانده این مدل را به امضای شخصی خود تبدیل کرده‌اند.
در برخی فرهنگ‌ها، مدل دم اسبی نماد جوانی و شادابی است. در ژاپن، دختران مدرسه‌ای اغلب موهای خود را به این سبک می‌بندند که نشانه‌ای از سادگی و نظم محسوب می‌شود.
- مدل موی آناناسی

مدل موی آناناسی (Pineapple Hair) یک سبک محبوب در بین افراد با موهای فر و مجعد است که در آن موها روی سر جمع شده و به شکل آزاد و حجیم در بالای سر قرار می‌گیرند. این مدل شباهت زیادی به شکل میوه آناناس دارد و به همین دلیل به این نام معروف شده است.
این مدل ریشه در فرهنگ آفریقایی دارد و در بسیاری از کشورهای آفریقایی به عنوان یک روش سنتی برای حفظ سلامت موهای فر استفاده می‌شود. امروزه در جنبش "موهای طبیعی" (Natural Hair Movement) بسیار محبوب است.
مدل آناناسی نه تنها یک استایل زیبا و جذاب است، بلکه برای محافظت از موهای فر در طول شب نیز کاربرد دارد. بسیاری از افراد با موهای فر قبل از خواب موهای خود را به این سبک درمی‌آورند تا از گره خوردن و شکستگی موها جلوگیری کنند.
این مدل در بین سلبریتی‌هایی مانند تراژی پاول و لپیتا نیونگو بسیار دیده می‌شود. همچنین در مراسم رسمی و شب‌ها با اضافه کردن اکسسوری‌هایی مانند گل یا سنجاق‌های تزئینی، به یک استایل لوکس تبدیل می‌شود.
مدل آناناسی به دلیل سادگی و کاربردی بودن، در بین زنان شاغل و دانشجویان نیز بسیار محبوب است. این مدل نیاز به زمان کمی برای آرایش دارد و در عین حال ظاهری شیک و مرتب ایجاد می‌کند.
- مدل موی افشان

مدل موی افشان (Shag Haircut) یک سبک لایه‌لایه و نامرتب است که در دهه ۱۹۷۰ میلادی محبوبیت زیادی پیدا کرد. این مدل با لایه‌های کوتاه و بلند و حالت طبیعی مو شناخته می‌شود و اغلب با فرهای سبک همراه است.
این مدل برای اولین بار توسط آرایشگر معروف "پال مک‌گرگور" برای ستاره‌هایی مانند جین فوندا و گلدی هان طراحی شد و به سرعت به یک نماد فشن تبدیل شد. مدل افشان به دلیل ظاهر رها و آزادانه‌اش، با روحیه دهه ۷۰ که نماد آزادی و شکستن قواعد بود، همخوانی داشت.
امروزه این مدل با تغییراتی مانند "شگ مدرن" دوباره محبوب شده است. در نسخه جدید، لایه‌ها نرم‌تر و متناسب‌تر با فرم صورت طراحی می‌شوند و می‌توان آن را با موهای صاف، فر یا موجدار اجرا کرد.
مدل افشان برای افرادی که موهای نازک دارند بسیار مناسب است، زیرا لایه‌ها حجم مو را بیشتر نشان می‌دهند. همچنین این مدل نیاز به آرایش روزانه کمی دارد و برای افرادی که زمان کمی برای رسیدگی به موهای خود دارند، ایده‌آل است.
سلبریتی‌های معاصری مانند تیلور سوئیفت و بیلی آیلیش از این مدل استفاده کرده‌اند و آن را به یک ترند دوباره زنده شده تبدیل کرده‌اند. این مدل به دلیل تطبیق‌پذیری با انواع سلیقه‌ها، همچنان یکی از پرطرفدارترین مدل‌های مو است.
- فر زدن مو
- مدل آلمانی
- مدل انگلیسی
- مدل خامه‌ای
- مدل سایه انداختن
- مدل بوکسوری
- مدل قارچی
- بافت
- مدل فشن
- مدل دیزلی

- مدل موی پشمی (Afro)

مدل موی پشمی یا آفرو، نماد هویت و غرور در جوامع آفریقایی-آمریکایی است. این سبک که موها را به صورت طبیعی و حجیم نمایش می‌دهد، در دهه ۱۹۶۰ و ۱۹۷۰ به نماد جنبش حقوق مدنی و مقاومت تبدیل شد.
این مدل نیاز به مراقبت ویژه دارد، از جمله رطوبت‌رسانی مداوم و شانه کردن با دقت برای جلوگیری از گره خوردن. محصولاتی مثل روغن نارگیل و کره شی برای حفظ سلامت آن ضروری هستند.
در سینما و موسیقی، ستاره‌هایی مانند دیانا راس و مایکل جکسون این مدل را محبوب کردند. امروز هم هنرمندانی مانند لیلا جیمز آن را به نمادی از زیبایی سیاه تبدیل کرده‌اند.
تفاوت‌های منطقه‌ای در این مدل جالب است: در اتیوپی به آن "گومه" می‌گویند، در حالی که در غرب آفریقا با بافت ترکیب می‌شود. اندازه و حجم آفرو می‌تواند نشانه‌ای از قومیت یا شخصیت فرد باشد.
نسخه‌های مدرن آن شامل آفروی رنگ‌شده، آفرو با طرح‌های تراشیده شده (مثل خطوط هندسی) یا تزئین با مهره و صدف است. این مدل در فشن ویک ها همیشه حضوری چشمگیر دارد.
- مدل چتری (Bangs/Fringe)

مدل چتری یا فرینج به بخشی از مو گفته می‌شود که روی پیشانی می‌افتد. ریشه آن به مصر باستان بازمی‌گردد، جندی کلئوپاترا با فرینج صاف و مشکی به تصویر کشیده شده است.
انواع چتری شامل:  
-صاف (مثل ستاره‌های دهه ۱۹۲۰)  
-لایه‌ای (برای صورت‌های گرد)  
-کج (نماد دهه ۲۰۰۰ و امیلی در پاریس)  
-حجیم (سبک فرانسوی)  
هر کدام متناسب با فرم صورت انتخاب می‌شوند.
در ژاپن، چتری‌های ضخیم و تیره به نام "مایدوماگی" نماد دختران جوان و معصوم است. در مقابل، در غرب چتری‌های نازک و نامرتب دهه ۹۰ نماد شورش بود.
برای حفظ این مدل، کوتاهی هر ۳ هفته ضروری است. ابزارهایی مثل سشوار براش و اتوی مو کمک می‌کنند تا فرم آن حفظ شود. محصولات بدون آب مثل واکس مو هم برای تثبیت آن عالی هستند.
سلبریتی‌هایی مانند تیلور سوئیفت (چتری حلقه‌ای) و زندایا (چتری میکرو) این مدل را دائماً به ترند تبدیل می‌کنند. حتی مدل‌های مردانه مثل "کورتکوبینگ" هم از چتری استفاده می‌کردند!
- مدل آلمانی (German Bob)

مدل آلمانی یا "بوب کوتاه با لایه‌های تیز" در دهه ۱۹۲۰ توسط زنان آوانگارد برلینی معرفی شد. این مدل نماد زنان مستقل و هنرمندان باهاوس بود.
ویژگی‌های کلیدی آن:  
- طول تا چانه  
- لبه‌های دقیق و هندسی  
- بدون فر یا موج  
- اغلب با رنگ پلاتینه همراه است (سبک مارلنه دیتریش).
در سینمای اکسپرسیونیستی آلمان، این مدل به نماد زنان مرموز (مثل شخصیت‌های فریتز لانگ) تبدیل شد. امروزه در برلین هنوز در بین جامعه LGBTQ+ محبوب است.
تفاوت آن با بوب فرانسوی (نرم‌تر) و بوب ژاپنی (ضخیم‌تر) در زاویه‌های تیز و ظاهر مینیمال آن است. این مدل نیاز به کوتاهی ماهانه دارد.
ستاره‌های معاصری مانند تیلدا سوئینتن و ربکا هال این مدل را با رنگ‌های غیرمعمول (مثل نقرهای یا آبی) زنده کرده‌اند. این سبک برای صورت‌های کشیده و مربعی ایده‌آل است.
- مدل انگلیسی (London Layers)

مدل انگلیسی یا "لایه‌های نامرتب لندنی" ترکیبی از مدل‌های شگ و بوب است. این سبک در دهه ۱۹۹۰ توسط آرایشگران خیابان کارنبی لندن ابداع شد و نماد موسیقی بریتپاپ بود.
مشخصات اصلی:  
- لایه‌های نازک و پراکنده  
- حالت "به هم ریخته" عمدی  
- طول متغیر (شانه تا چانه)  
- مناسب موهای نازک برای ایجاد حجم.
ستاره‌هایی مانند کیت ماس و نائومی کمبل این مدل را در تبلیغات گوچی و بربری محبوب کردند. امروزه نسخه‌های مردانه آن هم در بین فوتبالیست‌ها (مثل دیوید بکهام) دیده می‌شود.
تفاوت آن با مدل آمریکایی (حجیم‌تر) و فرانسوی (نرم‌تر) در تاکید بر "بی‌قاعدگی" است. اسپری نمکی (Salt Spray) برای ایجاد بافت در این مدل ضروری است.
در فشن ویک لندن، این مدل اغلب با رنگ‌های خاکستری دودی یا هایلایت‌های طلایی دیده می‌شود. آرایشگران معروف مانند ویدال ساسون آن را "نماد زن مدرن شهری" می‌نامند.
- مدل خامه‌ای (Pompadour)

مدل خامه‌ای یا پمپادور، یک سبک کلاسیک با حجم بالا در جلوی سر است که نام خود را از "مادام دو پمپادور"، معشوقه لوئی پانزدهم گرفته است. این مدل در قرن ۱۸ با موهای پف کرده و تزئینات پرزرق‌وبرق در دربار فرانسه محبوب شد.
در دهه ۱۹۵۰، این مدل توسط ستاره‌های راک‌ان‌رول مانند الویس پریسلی احیا شد. نسخه مردانه آن با موهای کنار رفته و حجم زیاد در بالای سر، نماد یاغی‌گری جوانان بود.
امروزه، پمپادور در دو سبک اجرا می‌شود:  
-کلاسیک: برای مراسم رسمی با خطوط صاف (مثل دیوید بکهام)  
-ادجی: با موهای رنگ‌شده و حالت نامرتب (مثل برونو مارس)  
این مدل نیاز به واکس یا ژل قوی برای تثبیت دارد.
در فرهنگ آسیایی، به ویژه ژاپن و کره، پمپادور با نام "Regent Cut" شناخته می‌شود و در بین جوانان شهری محبوب است. اغلب با رنگ‌های غیرطبیعی مانند آبی یا صورتی ترکیب می‌شود.
برای اجرای این مدل، آرایشگران از تکنیک "Blowout" با سشوار و برس گرد استفاده می‌کنند. محصولاتی مانند "Pomade" برای ایجاد درخشش مات یا براق ضروری هستند.
- مدل سایه‌انداختن (Undercut)

مدل سایه‌انداختن یا آندرکات، شامل تراشیدن موهای پشت و کنار سر با حفظ طول در بالاست. ریشه آن به جنگجویان وایکینگ و سامورایی‌ها بازمی‌گردد که برای راحتی در نبرد از این سبک استفاده می‌کردند.
در دهه ۱۹۲۰، زنان "Flapper" این مدل را به عنوان نماد شورش علیه هنجارهای اجتماعی پذیرفتند. امروزه، نسخه زنانه آن با طرح‌های هندسی یا تراشیدن یک طرف سر (Side Undercut) دیده می‌شود.
انواع آندرکات:  
-کلاسیک: تراشیدن کامل پشت سر (مثل دیوید بویی)  
-دیزاین‌دار: شامل الگوهای تراشیده شده (مثل خطوط یا نقوش)  
-نامرئی: زمانی که موهای بالای سر پوشانده می‌شود.
این مدل در جامعه LGBTQ+ به ویژه در بین زنان کوییر محبوب است و اغلب به عنوان بیان هویت جنسیتی استفاده می‌شود. تراشیدن موها می‌تواند نماد رهایی از کلیشه‌های جنسیتی باشد.
برای نگهداری، تراشیدن هر ۲-۳ هفته ضروری است. محصولاتی مانند ژل یا واکس می‌توانند موهای بالای سر را برای ایجاد کنتراست بیشتر فرم دهند.
- مدل بوکسوری (Pixie Cut)

مدل بوکسوری یا پیکسی کات، یک مدل کوتاه و زنانه است که در دهه ۱۹۵۰ توسط ستاره‌هایی مانند ادری هپبورن در فیلم "تعطیلات رومی" محبوب شد. این مدل نماد زنانگی مدرن و سادگی بود.
در دهه ۱۹۶۰، مدل پیکسی با ترندهای فمینیستی پیوند خورد. زنان شاغل این مدل را به عنوان نماد استقلال و رهایی از آرایش وقت‌گیر پذیرفتند. تریدی براون، آرایشگر معروف، آن را "مدل زن قدرتمند" نامید.
انواع پیکسی:  
-کلاسیک: کوتاه و یکدست (مثل جین سیبرگ)  
-لایه‌ای: با حجم در بالای سر (مثل زوئی کراویتز)  
-نامتقارن: با لبه‌های تیز (مثل ریهانا)  
-تراشیده: ترکیب با آندرکات.
این مدل برای صورت‌های قلب‌شکل یا بیضی ایده‌آل است. با این حال، با تکنیک‌های امروزی می‌توان آن را برای صورت‌های گرد یا مربعی نیز تطبیق داد.
سلبریتی‌های معاصری مانند کارا دلوین و کری مولیگان این مدل را با رنگ‌های پاستلی یا هایلایت‌های بلوند دوباره ترند کرده‌اند. پیکسی کات نیاز به کوتاهی هر ۴-۶ هفته دارد تا فرم خود را حفظ کند.
- مدل قارچی (Bowl Cut)

مدل قارچی یا "کاسه‌ای"، یکی از بحث‌برانگیزترین مدل‌های تاریخ است! این مدل در دهه ۱۹۶۰ توسط گروه بیتلز محبوب شد، اما ریشه آن به قرون وسطی و آرایش موهای راهبان بودایی بازمی‌گردد.
در دهه ۱۹۹۰، این مدل در بین کودکان و نوجوانان به دلیل سادگی محبوب بود. معروف‌ترین نمونه‌ها شامل لوید از فیلم "دوم و نیم مرد" و شخصیت کارتونی "مینیون‌ها" است.
امروزه، مدل قارچی به شکل مدرن‌تر اجرا می‌شود:  
-نسخه اغراق‌شده: با لبه‌های بسیار صاف (مثل ترندهای خیابانی کره‌ای)  
-ترکیب با آندرکات: برای اضافه کردن کنتراست  
-رنگ‌های جیغ: مانند نارنجی یا سبز.
در ژاپن، این مدل با نام "Okappa" شناخته می‌شود و در بین دختران مدرسه‌ای محبوب است. در مقابل، در غرب اغلب به عنوان یک "اشتباه مد دهه ۹۰" مسخره می‌شود!
برای اجرای این مدل، آرایشگران از یک کاسه واقعی (!) یا قیچی‌های مخصوص برای ایجاد خطوط دایره‌ای استفاده می‌کنند. این مدل برای موهای صاف و ضخیم بهترین نتیجه را دارد.
- مدل بافت (Braids)

مدل بافت یکی از قدیمی‌ترین روش‌های آرایش مو در تاریخ است که به حدود ۳۰۰۰ سال قبل از میلاد در آفریقا بازمی‌گردد. در مصر باستان، بافت‌های ظریف با مهره‌های تزئینی نماد статуس اجتماعی بود و حتی مومیایی‌ها با موهای بافته شده کشف شده‌اند.
انواع اصلی بافت شامل:  
-بافت سه‌تایی (کلاسیک)  
-بافت فرانسوی (با اضافه کردن موهای جدید)  
-بافت هلندی (معکوس فرانسوی)  
-بافت ماهی‌دم‌اسب (برای موهای نازک)  
-بافت باکس (مربعی، محبوب در جوامع آفریقایی-آمریکایی)  
هر کدام کاربرد و معنای فرهنگی خاص خود را دارند.
در فرهنگ آفریقایی، بافت‌ها تنها یک مدل مو نیستند، بلکه:  
- نشانه قبیله و وضعیت تأهل  
- روشی برای انتقال داستان‌ها و تاریخ شفاهی  
- هنری مقدس که از مادر به دختر منتقل می‌شود  
امروزه این سنت در جنبش "موهای طبیعی" احیا شده است.
در دنیای مد، بافت‌ها هر فصل با نوآوری‌هایی همراه می‌شوند:  
-بافت‌های آلی (ترکیب با گلها) در شانل  
-بافت‌های متالیک (با نخ طلایی) در دولچه اند گابانا  
-بافت‌های فضایی (با ژئومتری پیچیده) در ویوین وستوود  
این مدل‌ها گاهی ۸+ ساعت زمان برای اجرا نیاز دارند!
برای مراقبت از موهای بافته شده:  
- استفاده از روغن نارگیل برای رطوبت‌رسانی  
- پوشیدن روسری ابریشمی هنگام خواب  
- شستشو هر ۲-۳ هفته با شامپوی ملایم  
- اجتناب از کشیدن بیش از حد موها که باعث ریزش می‌شود.
- مدل دیزلی (Diesel Hair)

مدل دیزلی یا "موتورسواری" یک سبک خشن و نامرتب است که در دهه ۱۹۸۰ در بین راکرها و اعضای باندهای موتورسواران محبوب شد. این مدل معمولاً شامل موهای بلند، چرب و به هم ریخته است که حالتی "فرسوده" ایجاد می‌کند.
ویژگی‌های کلیدی:  
-موهای چرب (با استفاده از واکس یا پماد سنگین)  
-حالت طبیعی (بدون سشوار یا اتو)  
-رنگ‌های تیره (مشکی، قهوه‌ای تیره)  
-ریش‌های نامرتب (برای کامل کردن لوک)  
این استایل عمداً ضد آرایشگاه‌های لوکس است!
در سینما، این مدل با شخصیت‌های یاغی پیوند خورده است:  
- مارلون براندو در "وحشی" (1953)  
- مل گیبسون در "ماد ماکس"  
- تام هاردی در "ماد ماکس: خشم جاده"  
این مدل نماد مردانگی خشن و غیرمتعارف است.
امروزه نسخه‌های مدرن آن شامل:  
-دیزلی کوتاه (با پشت تراشیده و بالای سر بلند)  
-دیزلی زنانه (با موهای موجدار و هایلایت‌های مات)  
-دیزلی رنگ‌شده (سبز لجنی یا قرمز اکسید شده)  
این مدل در بین طراحان خیابانی برلین و بروکلین محبوب است.
- مدل فشن (Avant-Garde Hair)

مدل فشن یا آوانگارد، مرز بین آرایش مو و هنر مفهومی است! این سبک در دهه ۱۹۲۰ توسط سورئالیست‌ها آغاز شد و امروزه در شوهای طراحانی مانند الکساندر مک کوئین و ایریس فان هرپن دیده می‌شود.
مشهورترین نمونه‌های تاریخ:  
-موهای براق ویوین وستوود (1990)  
-کلاه‌موهای فیلیپ تریسی (با اشکال هندسی)  
-موهای شیشه‌ای گارث پاوین (2018)  
-مجسمه‌های موی چادویک بوزمن در نمایشگاه بلک پنتر  
این آثار گاهی ارزشی بیش از ۱۰۰۰۰ دلار دارند!
در فرهنگ عامه:  
-لیدی گاگا با موهای شعله‌ور  
-بیونسه با بافت‌های طلایی ۲۴ عیار  
-بیلی آیلیش با رنگ‌های روان‌گردان  
این ستاره‌ها از مو به عنوان رسانه‌ای برای بیان هنری استفاده می‌کنند.

## رنگ‌های مو در انسان

### موی بلوند
موی بلوند یکی از نادرترین رنگ‌های طبیعی مو است که تنها ۲٪ از جمعیت جهان را شامل می‌شود. این رنگ حاصل جهش ژنتیکی در کروموزوم ۱۶ است که منجر به کاهش تولید ملانین نوع یوملانین می‌شود. جالب اینجاست که این جهش ابتدا حدود ۱۱٬۰۰۰ سال پیش در منطقه بالتیک ظهور کرده و سپس در شمال اروپا گسترش یافته است.

در اساطیر نورس، ایزدبانوی زیبایی فریگ نه تنها با موهای بلوند طلایی به تصویر کشیده می‌شد، بلکه این رنگ مو نشانه ارتباط با خدایان نور و روشنایی محسوب می‌شد. وایکینگ‌ها معتقد بودند جنگجویانی که در میدان نبرد می‌مردند، در والهالا با موهایی بلوندتر از همیشه ظاهر می‌شدند.

در روم باستان، زنان اشراف برای رسیدن به رنگ بلوند از روش‌های عجیبی استفاده می‌کردند. آنها موهای خود را با مخلوطی از خاکستر درخت راش و چربی بز می‌شستند، سپس ساعت‌ها در آفتاب می‌نشستند تا رنگ روشن شود. این فرآیند گاهی منجر به سوختگی شدید پوست سر می‌شد.

در دوره رنسانس، هنرمندان فلورانسی از تکنیک‌های خاصی برای نمایش موی بلوند در نقاشی‌ها استفاده می‌کردند. آنها از پودر طلا در ترکیب رنگ‌های خود بهره می‌بردند و با قلم موهای بسیار نازک، تک تک تارهای مو را طراحی می‌کردند. این روش در آثار بوتیچلی به اوج خود رسید.

در قرن بیستم، ظهور تکنولوژی رنگ‌موهای شیمیایی انقلابی در دسترسی به این رنگ ایجاد کرد. اولین رنگ‌موی تجاری بلوند در سال ۱۹۵۰ توسط شرکت کلرول معرفی شد و تا سال ۱۹۶۰، استفاده از آن در آمریکا ۳۰۰٪ افزایش یافت. امروزه آلمان با مصرف سالانه ۸۰۰ تن رنگ‌موی بلوند، پایتخت بلوندهای جهان محسوب می‌شود.

### موی قرمز
موی قرمز طبیعی حاصل جهش در ژن MC1R است که باعث تولید فئوملانین می‌شود. این رنگ نه تنها در مو، بلکه در پوست و حتی سیستم عصبی افراد موقرمز تأثیر می‌گذارد. مطالعات نشان داده‌اند افراد موقرمز ۲۰٪ بیشتر به درد حساس هستند اما ۴۰٪ بهتر ویتامین D تولید می‌کنند.

در مصر باستان، فرعون رمسس دوم موقرمز بود و این ویژگی در بسیاری از مجسمه‌های او به تصویر کشیده شده است. مصریان باستان معتقد بودند موقرمزها انرژی خورشید را در خود دارند، اما پس از شورش هیكسوس (که رهبران موقرمز داشتند)، این رنگ به نماد شورش تبدیل شد.

در قرون وسطی، تفکر "نفرین قرمزها" به اوج خود رسید. کلیسای کاتولیک در دادگاه‌های تفتیش عقاید، موقرمز بودن را نشانه ارتباط با شیطان می‌دانست. در اسکاتلند قرن شانزدهم، زنی به نام آگنس سامپسون فقط به دلیل موقرمز بودن به جرم جادوگری سوزانده شد.

در هنر معاصر، ون گوگ با رنگ‌های تند و تیز خود، موقرمزها را به نماد احساسات شدید تبدیل کرد. تحلیل‌های جدید نشان می‌دهد او در خودنگاره‌هایش از ترکیب سرب قرمز و زردکروم استفاده می‌کرد که امروزه به عنوان رنگ‌های سمی شناخته می‌شوند.

امروزه جامعه موقرمزها (Ginger Pride) به یک جنبش اجتماعی تبدیل شده است. هر ساله در سپتامبر، جشنواره‌های "روز جهانی موقرمزها" در هلند و اسکاتلند برگزار می‌شود. تحقیقات نشان داده‌اند موقرمزها در کشورهای اسکاندیناوی ۳۵٪ بیشتر از سایر نقاط جهان مورد پذیرش اجتماعی قرار می‌گیرند.

### موی مشکی
موی مشکی تیره‌ترین حالت رنگ مو است که به دلیل تراکم بالای ملانین ایجاد می‌شود. جالب است که این رنگ در واقع عدم انعکاس نور است و از نظر فیزیکی "رنگ" محسوب نمی‌شود. در ژنتیک، حداقل ۱۶ ژن مختلف در تعیین شدت رنگ مشکی مو نقش دارند.

در ژاپن دوره هیآن (۷۹۴-۱۱۸۵ میلادی)، زنان اشراف موهای مشکی خود را تا کف زمین رشد می‌دادند. آنها از روغن کاملیا برای درخشندگی مو استفاده می‌کردند و شب‌ها موهای خود را روی چهارپایه‌های مخصوص می‌گذاشتند تا هنگام خواب آسیب نبیند. طول این موها گاهی به بیش از ۲ متر می‌رسید.

در فرهنگ مایاها، موی مشکی نماد ارتباط با جهان زیرین بود. کاهنان مایا قبل از انجام مراسم مذهبی، موهای خود را با مخلوطی از زغال و صمغ درخت رنگ می‌کردند. آنها معتقد بودند این کار به آنها قدرت پیشگویی می‌دهد.

در هنر اسلامی، موی مشکی زنانه در شعرهای حافظ و سعدی به "شب هجران" تشبیه شده است. در مینیاتورهای ایرانی، هنرمندان از دوده چراغ برای نمایش این رنگ استفاده می‌کردند که به آن عمق و غنای خاصی می‌داد.

امروزه در صنعت مد، مشکی همچنان پرطرفدارترین رنگ است. تحقیقات نشان داده‌اند ۶۸٪ زنان در سراسر جهان حداقل یک بار در زندگی موهای خود را مشکی رنگ کرده‌اند. جدیدترین تکنولوژی در این زمینه، رنگ‌های "مشکی ابریشمی" هستند که حاوی نانوذرات ابریشم برای درخشندگی طبیعی هستند.

### موی قهوه‌ای
موی قهوه‌ای متداول‌ترین رنگ مو در جهان است که تنوع شگفت‌انگیزی از روشن تا تیره دارد. از نظر ژنتیکی، این رنگ نتیجه تعادل بین یوملانین و فئوملانین است. جالب اینجاست که موی قهوه‌ای در واقع ترکیبی از رنگ‌های قرمز، زرد و مشکی در مقیاس میکروسکوپی است.

در دوره باروک، نقاشانی مانند رامبراند از تکنیک "امبروآز" برای نمایش موی قهوه‌ای استفاده می‌کردند. آنها لایه‌های نازک رنگ قهوه‌ای را روی هم قرار می‌دادند تا عمق و گرمای خاصی ایجاد کنند. این تکنیک در نقاشی "دختر با گوشواره مروارید" به اوج خود رسید.

در قرن نوزدهم، شیمیدانان آلمانی اولین رنگ‌موهای قهوه‌ای مبتنی بر پارافنیلن دی آمین (PPD) را توسعه دادند. این انقلاب باعث شد زنان بتوانند برای اولین بار رنگ موی خود را در خانه تغییر دهند. جالب است که این ماده شیمیایی ابتدا برای رنگ کردن چرم اسب‌ها استفاده می‌شد!

در روانشناسی رنگ، موی قهوه‌ای متوسط با ویژگی‌هایی مانند قابلیت اعتماد، سخت‌کوشی و زمینی بودن مرتبط است. تحقیقات نشان داده‌اند افراد با این رنگ مو در مصاحبه‌های شغلی ۲۵٪ بیشتر مورد اعتماد قرار می‌گیرند.

امروزه تکنیک‌های جدیدی مانند "قهوه‌ای شکلاتی سایه‌دار" در سالن‌های آرایشی محبوب شده‌اند. این روش شامل استفاده از ۳-۴ سایه مختلف قهوه‌ای برای ایجاد عمق و بعد است. برخی از این تکنیک‌ها تا ۶ ساعت زمان می‌برند اما نتیجه تا ۳ ماه ماندگاری دارد.

### موی سفید
موی سفید نتیجه توقف کامل تولید ملانین در فولیکول‌های مو است. برخلاف تصور عامه، موها "خاکستری" نمی‌شوند - این توهم ناشی از ترکیب موهای سفید و رنگ‌دار در کنار هم است. فرآیند سفید شدن مو از دهه سوم زندگی آغاز می‌شود و به طور متوسط هر دهه ۱۰-۲۰٪ افزایش می‌یابد.

در چین باستان، موی سفید نماد طول عمر و حکمت بود. امپراتوران اغلب ریش خود را سفید رنگ می‌کردند تا خردمندتر به نظر برسند. جالب اینجاست که در طب سنتی چین، سفیدی زودرس مو نشانه "گرمای بیش از حد کبد" در نظر گرفته می‌شد.

در قرن هجدهم اروپا، پودر موی سفید در میان اشراف مد شد. این پودر از آرد گندم، نشاسته و گاهی سرب سفید ساخته می‌شد. لوئی شانزدهم معروف بود که روزانه نیم کیلو از این پودر استفاده می‌کرد. متأسفانه این مد باعث مسمومیت سرب در بسیاری از درباریان شد.

در هنر معاصر، دیوید هاکنی در پرتره‌های خود از موی سفید به عنوان نماد گذر زمان استفاده کرده است. او با تکنیک خاصی از آبرنگ، جلوه‌های نوری منحصر به فردی روی موهای سفید ایجاد می‌کرد.

امروزه موی سفید به نماد پست‌مدرنیسم در مد تبدیل شده است. طراحانی مانند ویرژیل آبلو در نمایش‌های خود از مدل‌های جوان با موهای سفید مصنوعی استفاده می‌کنند. تحقیقات نشان داده‌اند ۳۵٪ از زنان زیر ۳۰ سال در نیویورک حداقل یک بار موهای خود را سفید رنگ کرده‌اند.

| نام کامل           | تصویر | کشور                | حرفه                      | نوع بلوندی        | دوره اوج محبوبیت | توضیحات                                     |
| ------------------ | ----- | ------------------- | ------------------------- | ----------------- | ---------------- | ------------------------------------------- |
| مریلین مونرو       |       | ایالات متحده آمریکا | بازیگر، مدل               | بلوند پلاتینه     | ۱۹۵۰–۱۹۶۲        | نماد فرهنگی بلوندی در هالیوود               |
| بریژیت باردو       |       | فرانسه              | بازیگر، فعال حقوق حیوانات | بلوند طلایی طبیعی | ۱۹۵۰–۱۹۷۰        | ستوده شده به عنوان "بلوند فرانسوی افسانه‌ای" |
| گرتا گاربو         |       | سوئد                | بازیگر                    | بلوند خاکستری     | ۱۹۲۰–۱۹۴۱        | از اسطوره‌های سینمای کلاسیک                  |
| کامرون دیاز        |       | ایالات متحده آمریکا | بازیگر، مدل               | بلوند عسلی        | ۱۹۹۰–۲۰۱۰        | معروف به "بلوند بامزه" هالیوود              |
| شارلیز ترون        |       | آفریقای جنوبی       | بازیگر، تهیه‌کننده         | بلوند پلاتینه     | ۱۹۹۰–اکنون       | تنها بازیگر آفریقایی برنده جایزه اسکار      |
| مارگو رابی         |       | استرالیا            | بازیگر، تهیه‌کننده         | بلوند طلایی       | ۲۰۱۰–اکنون       | شناخته شده برای نقش هارلی کوین              |
| تیلور سوئیفت       |       | ایالات متحده آمریکا | خواننده-ترانه‌سرا          | بلوند روشن        | ۲۰۰۶–اکنون       | پرافتخارترین خواننده زن جایزه گرمی          |
| نائومی کمپبل       |       | بریتانیا            | سوپرمدل                   | بلوند کاراملی     | ۱۹۸۰–۲۰۰۰        | یکی از "سوپرمدل‌های بزرگ" دهه ۹۰             |
| کاترین، شاهدخت ولز |       | بریتانیا            | عضو خانواده سلطنتی        | بلوند طبیعی       | ۲۰۱۱–اکنون       | معروف به "کیت بلوند" در رسانه‌ها             |

## در تاریخ
در دین هندوئیسم، زنی که بیوه می‌شد باید موهایش را می‌تراشید.
در دین اسلام همواره به زنان بر پوشاندن موهایشان اشاره شده که تاکنون نیز در کشورهای مختلف زنان مسلمان موی خود را می‌پوشانند.
در تاریخ، تراشیدن موی سر بیوه‌ها در بسیاری از تمدن‌های باستانی به عنوان نماد قطع ارتباط با زندگی گذشته و ورود به دوره‌ای جدید دیده می‌شد. در هندوئیسم، این رسم نه تنها برای بیوه‌ها، بلکه در برخی فرقه‌ها به عنوان بخشی از آیین‌های توبه و ریاضت نیز انجام می‌گرفت. متون باستانی مانند مانوسمرتی به صراحت به این موضوع اشاره کرده‌اند.
در اسلام، پوشش موی سر برای زنان از احکام مسلم شریعت محسوب می‌شود. آیات قرآنی مانند نور/31 و احزاب/59 به صراحت بر این امر تأکید دارند. فقهای تمام مذاهب اسلامی اجماع دارند که پوشش مو از واجبات حجاب شرعی است.
در میان راهبه‌های بودایی، تراشیدن موها سمبل رهایی کامل از تعلقات دنیوی است. این عمل در مراسم خاصی به نام "پاببجیا" انجام می‌شود و نشانه‌ای از قطع رابطه با زندگی گذشته محسوب می‌گردد.
در کلیسای ارتدکس شرقی، پوشش مو برای زنان متأهل الزامی است. این سنت که به "پیرامیدونا" معروف است، ریشه در رساله‌های پولس رسول دارد و تا امروز در جوامع مذهبی ارتدکس حفظ شده است.
در ژاپن دوره‌ی ادو، زنان اشراف پس از فوت شوهر، موهای خود را به نشانه‌ی سوگ می‌تراشیدند و تا پایان عمر از آرایش و زیورآلات دوری می‌کردند. این رسم در نمایش‌های کابوکی به خوبی به تصویر کشیده شده است.
در یهودیت ارتدکس، پوشش موی سر زنان پس از ازدواج با استفاده از "تیشل" یا کلاه‌گیس انجام می‌شود. این حکم بر اساس تفسیر تلمود از آیات تورات درباره‌ی "سوتاه" (زنان متهم به زنا) شکل گرفته است.
در آیین سیک، مو به عنوان هدیه‌ی الهی محترم شمرده می‌شود و نباید تراشیده شود. به همین دلیل زنان و مردان سیک موهای خود را با داستار (دستار) می‌پوشانند تا از آلودگی‌ها محافظت کنند.
در مصر باستان، تراشیدن موی سر هم برای مردان و هم زنان در طبقات بالای جامعه مرسوم بود. آنها سپس از کلاه‌گیس‌های مصنوعی که با طلا و سنگ‌های قیمتی تزئین می‌شد استفاده می‌کردند.
در روم باستان، زنان متأهل موهای خود را با "ستولا" (نوعی روسری) می‌پوشاندند. بیوه‌ها نیز به مدت 10 ماه موهای خود را نمی‌آراستند و از لباس‌های تیره استفاده می‌کردند.
در قبیله‌ی ماسای کنیا، زنان موهای خود را بسیار کوتاه نگه می‌دارند در حالی که مردان موهای بلند دارند. این تفاوت نشانه‌ای از تقسیم کار جنسیتی در جامعه‌ی ماسایی است.
در ایران باستان، پوشش موی سر زنان در دوره‌ی ساسانیان اجباری بود. این سنت در سنگ‌نگاره‌های طاق بستان به وضوح دیده می‌شود. پس از اسلام، این رسم با احکام شرعی تلفیق شد.
در تمدن مایا، زنان اشراف موهای خود را با پارچه‌های رنگارنگ می‌پوشاندند و از سنجاق‌های طلایی برای آرایش مو استفاده می‌کردند. این سنت در نقاشی‌های دیواری باستانی به تصویر کشیده شده است.
در کلیسای قبطی مصر، زنان در هنگام عبادت موهای خود را با روسری می‌پوشانند. این سنت که به دوران مسیحیان اولیه بازمی‌گردد، تا امروز در کلیساهای قبطی حفظ شده است.
در هندویسم مدرن، اگرچه رسم تراشیدن موی بیوه‌ها کمتر دیده می‌شود، اما در معابد بزرگ مانند واراناسی هنوز هم زنان بیوه‌ای را می‌توان دید که این سنت را رعایت می‌کنند.
در اسلام شیعی، علاوه بر پوشش مو، رنگ روسری نیز دارای اهمیت است. زنان متدین معمولاً از رنگ‌های تیره استفاده می‌کنند که نشانه‌ای از تقوا و پرهیز از خودنمایی است.
در میان راهبه‌های کاتولیک، پوشش مو با پارچه‌ای سفید به نام "کورنت" انجام می‌شود. این پوشش نشانه‌ای از ازدواج روحانی با مسیح محسوب می‌شود.
در فرهنگ مغول‌ها، زنان اشراف موهای خود را با کلاه‌های بلند می‌پوشاندند. این کلاه‌ها که "بوقتا" نام داشتند، نشانه‌ای از جایگاه اجتماعی آنان بود.
در یونان باستان، زنان متأهل موهای خود را با "کره‌مبوس" (نوعی شبکه‌ی مو) می‌پوشاندند. بیوه‌ها نیز موهای خود را کوتاه می‌کردند و از لباس‌های سیاه استفاده می‌کردند.
در آیین زرتشتی، پوشش مو برای زنان در هنگام عبادت الزامی بود. این سنت در متون پهلوی مانند "شایست ناشایست" به آن اشاره شده است.
در فرهنگ اینکاها، زنان اشراف موهای خود را با پارچه‌های بافته شده از الیاف لاما می‌پوشاندند. این پارچه‌ها اغلب با نقوش نمادین تزئین می‌شدند.
در مسیحیت ارمنی، زنان در کلیسا موهای خود را با روسری سفید می‌پوشانند. این سنت که "ورارک" نام دارد، نشانه‌ای از پاکدامنی محسوب می‌شود.
در شینتوئیسم ژاپن، زنان در معابد موهای خود را با نوارهای سفید می‌بندند. این عمل بخشی از آیین‌های تطهیر در شینتو محسوب می‌شود.
در فرهنگ وایکینگ‌ها، زنان متأهل موهای خود را با بندهایی از جنس چرم می‌پوشاندند. این بندها اغلب با مهره‌های تزئینی همراه بود.
در آیین بهایی، پوشش مو الزامی نیست اما رعایت حجاب در حد متعارف توصیه شده است. این رویکرد بر اساس نوشته‌های بهاءالله و عبدالبهاء شکل گرفته است.
در تمدن آشور، زنان موهای خود را با نقاب می‌پوشاندند. قوانین آشوری مجازات‌های سختی برای زنان بی‌حجاب در نظر گرفته بود.
در کلیسای اتیوپی، زنان موهای خود را با پارچه‌های سفید می‌پوشانند. این سنت که "نتبلا" نام دارد، ریشه در سنت‌های مسیحیان اولیه دارد.
در فرهنگ سلتی، زنان موهای خود را با گیره‌های فلزی تزئینی می‌بستند. این گیره‌ها که "تارا" نام داشتند، نشانه‌ای از وضعیت تأهل بود.
در آیین جین، راهبه‌ها موهای خود را می‌تراشند تا از وابستگی‌های دنیوی رها شوند. این عمل بخشی از مراسم "دیکشا" (تشرف) محسوب می‌شود.
در فرهنگ پرویی پیش از کلمب، زنان موهای خود را با نوارهای رنگارنگ می‌بستند. این نوارها نشانه‌ای از قبیله و وضعیت اجتماعی آنان بود.
در مسیحیت سوریانی، زنان در کلیسا موهای خود را با روسری سیاه می‌پوشانند. این سنت که به "فراگی" معروف است، از قرون اولیه مسیحیت حفظ شده است.
در فرهنگ هاوایی باستانی، زنان عادی موهای خود را آزاد می‌گذاشتند، اما زنان اشراف موهای خود را با گل و پر می‌آراستند. این تفاوت نشانه‌ای از طبقه اجتماعی بود.
در آیین تائوئیسم، مو به عنوان نمادی از انرژی حیاتی "چی" محسوب می‌شود. برخی راهبه‌های تائوئیست موهای خود را می‌بستند تا این انرژی حفظ شود.
در فرهنگ بربرهای شمال آفریقا، زنان موهای خود را با پارچه‌های آبی می‌پوشاندند. این رنگ نشانه‌ای از محافظت در برابر چشم‌زخم بود.
در کلیسای ارتدکس روسی، زنان با پوشش موی سر به کلیسا می‌روند. این سنت که "پلاتوک" نام دارد، بخشی ضروری از حضور در مراسم مذهبی محسوب می‌شود.
در تمدن اکد، زنان موهای خود را با نقاب می‌پوشاندند. قوانین حمورابی مجازات‌هایی برای زنان بی‌حجاب در نظر گرفته بود.
در آیین دروز، زنان مسن موهای خود را با روسری سفید می‌پوشانند. این پوشش نشانه‌ای از خرد و تجربه محسوب می‌شود.
در فرهنگ سامورایی‌ها، زنان اشراف موهای خود را به شیوه‌ای خاص می‌بستند که "تاماگوشی" نام داشت. این آرایش نشانه‌ای از وفاداری به همسر بود.
در مسیحیت آشوری، زنان موهای خود را با روسری‌های توری می‌پوشانند. این سنت که "داشتا" نام دارد، در مراسم مذهبی کاملاً رعایت می‌شود.
در فرهنگ پولینزی، زنان موهای خود را با گل و صدف تزئین می‌کردند. این آرایش نشانه‌ای از وضعیت تأهل و سن فرد بود.
در آیین مندائی، زنان در مراسم مذهبی موهای خود را می‌پوشانند. این عمل بخشی از آیین‌های تطهیر در این دین کهن است.

## در هنر

لبخند ژکوند

مو در هنر مخصوصاً در عصر کلاسیک و رنسانس نقش بسیار مهمی داشته‌است. برای مثال، موهای مونا لیزا تقریباً قهوه‌ای و نماد پاکی است. البته در دوره‌های مختلف، نظراتی مختلف بر مو مخصوصاً ابرو وجود داشته‌است. دردورهٔ رنساس، ابرو را نشانهٔ نجاست زن می‌دانستند. در مجموع موی سر در هنر نماد پاکی از گناه است.
مو در طول تاریخ نه تنها به عنوان بخشی از زیبایی‌شناسی، بلکه به عنوان نماد هویت، قدرت و اعتقادات در هنر ظاهر شده است. در نقاشی‌های دیواری مصر باستان (۱۵۰۰ ق.م)، موهای آراسته‌ی کلئوپاترا با طلا و مهره‌های لاجوردی، نشانه‌ای از جایگاه الهی او بود.
در رنسانس، هنرمندانی مانند لئوناردو داوینچی از مو برای نمایش احساسات استفاده می‌کردند:  
- موهای پرپشت و موجدار ونوس نماد باروری  
- موهای بافته‌ی مونالیزا نشانه پاکدامنی  
- موهای آشفته‌ی مدوسا در آثار کاراواجو، نماد هراس.

از دهه ۱۹۶۰، مو از قالب سنتی خارج شد:  
-ربکا هورن در اثر "پرده‌های مو" (1972) از موی انسان به عنوان ماده‌ی مجسمه‌سازی استفاده کرد.  
-انیس کاپور در نصب‌های خود، مو را به عنوان نماد مرگ و زوال به کار گرفت.  
-مدل‌های زنده‌ی ژان پل گوتیه در دهه ۱۹۹۰، با موهای بافته‌شده به شکل آثار معماری، مرز بین مد و هنر را محو کردند.

هنرمندان فمینیست از مو به عنوان ابزار اعتراض استفاده کرده‌اند:  
-آنا مندییتا در *"Imagen de Yagul"* (1973) با موهایش طرح صلیب ایجاد کرد تا بدن زنانه را مقدس نشان دهد.  
-مارینا آبراموویچ در اجرای *"Art Must Be Beautiful"* (1975) با شانه‌زدن خشن موهایش، کلیشه‌های زیبایی را به چالش کشید.

| دوره هنری                    | کاربرد مو در هنر         | مثال‌های شاخص |
| ---------------------------- | ------------------------ | --- |
| باروک (قرن ۱۷-۱۸)            | نمایش ثروت و افراط‌گری    | • پرتره‌های ماری آنتوانت با موهای پف‌کرده و تزئین‌شده با پر • استفاده از کلاه‌گیس‌های بلند در نقاشی‌های روبنس                   |
| رمانتیسیسم (اواخر قرن ۱۸-۱۹) | بیان آزادی و هیجان       | • موهای آشفته قهرمانان در نقاشی‌های اوژن دلاکروا • چهره‌پردازی بتهوون با موهای ژولیده در مجسمه‌ها                            |
| سورئالیسم (۱۹۲۰-۱۹۵۰)        | نماد ناخودآگاه و رویا    | • موهای شناور در آثار سالوادور دالی • تلفیق مو با اشیاء غیرمنتظره در آثار رنه ماگریت                                      |
| هنر پاپ (۱۹۵۰-۱۹۷۰)          | انتقاد از مصرف‌گرایی      | • پرتره‌های مریلین مونرو با موهای بلوند پلاتینه توسط اندی وارهول • استفاده از تصویر موهای مصنوعی در کلاژهای ریچارد همیلتون |
| هنر معاصر (۲۰۰۰-اکنون)       | رسانه بیان هویت و اعتراض | • مجسمه‌های مویی بانکسی با پیام‌های اجتماعی • پروژه‌های NFT با موهای متحرک دیجیتال                                           |

هنرمندان NFT مانند کریستا کیم از موهای مجازی به عنوان عنصری متحول‌شونده در آثار خود استفاده می‌کنند. در پروژه‌ای به نام "Hair Universe"، هر تار مو به صورت الگوریتمی رشد می‌کند و واکنش به داده‌های زیستمحیطی را نشان می‌دهد!